# Reinhard Strohm
Reinhard Strohm (Munich, 4 août 1942) est un musicologue allemand et professeur à l'Université d'Oxford. 

## Biographie
Reinhard Strohm étudie la musicologie de 1961 à 1971 ainsi que la littérature latine et italienne à Munich et à Berlin avec Thrasybulos Georgiades, Wolfgang Osthoff et Carl Dahlhaus. Il reçoit son doctorat en 1971, avec une thèse — Italienische Opernarien des frühen Settecento (1720–1730) — sur les airs d'opéra italien du début de XVIIIe siècle. De 1970 à 1982, il travaille comme éditeur pour l'édition des œuvres de Richard Wagner à Munich. De 1975 à 1983, il est maître de conférences en musique au King's College de Londres. 
Strohm est ensuite professeur d'histoire de la musique à l'Université de Yale de 1983 à 1990, de 1990 à 1996, conférencier, puis Professeur-Heather de musicologie historique au King's College de Londres. De 1996 à sa retraite en 2007, Strohm est professeur de musique à l'Université d'Oxford et depuis 1993, membre de la British Academy. 
Reinhard Strohm est membre correspondant de la American Musicological Society et coéditeur de divers périodiques tels Acta Musicologica, Early Music History, Orbis musicae, Dramaturgia Musicale Veneta et de l'édition critique des œuvres d'Antonio Vivaldi et de Pietro Locatelli. Il appartient à l'Académie des sciences de Göttingen en tant que membre correspondant.  Depuis 1994, il est membre de l'Academia Europaea.

## Recherches
Les domaines de recherche de Strohm sont l'histoire de la musique du Moyen Âge, de la Renaissance et du XVIIIe siècle, l'histoire de l'opéra et l'historiographie de la musicologie. 

## Prix
- 1977 : Médaille de dent de la Royal Musical Association
- 2007 : Prix Glarean de la Société Suisse de Recherche sur la Musique[2]
- 2012 : Prix Balzan de musicologie

## Publications

### Ouvrages
- Italienische Opernarien des frühen Settecento (1720–1730) (= Analecta Musicologica 16). 2 vols. Cologne 1976, (ISBN 3-87252-095-4).
  - (it) L'opera italiana nel Settecento, Venise, Marsilio, 1991, 412 p. (ISBN 88-317-6586-8)
- Die italienische Oper im 18. Jahrhundert (= Taschenbücher zur Musikwissenschaft 25). Wilhelmshaven 1979,  (ISBN 3-7959-0110-3).
- Music in Late Medieval Bruges. Oxford 1985,  (ISBN 0-19-316327-6).
- The Rise of European Music, 1380–1500. Cambridge 1993,  (ISBN 0-521-41745-7).
- Dramma per musica. Italian opera seria of the eighteenth century. New Haven, 1997,  (ISBN 0-300-06454-3) [lire en ligne].
- (en) The Operas of Antonio Vivaldi, t. 1 & 2, Florence, Olschki, coll. « Fondazione Giorgio Cini — Studi di musica veneta: Quaderni vivaldiani Quaderni vivaldiani » (no 13), 2008, 790 p. (ISBN 978-88-222-5682-9)
- (en) Essays on Handel and Italian Opera, Cambridge University Press, 2008, 316 p. (ISBN 978-0-521-08835-0 et 0-521-08835-6, lire en ligne)

### Articles et chapitres
- « Händels pasticci », dans Studien zur italienisch-deutschen Musikgeschichte, Cologne, 1974, IX, p. 208–267 (OCLC 844439834)
- « Le concept de musique en Europe. Un point de vue historique, culturel et social », dans Jean-Jacques Nattiez, Une encyclopédie pour le XXIe siècle, vol. 5 : L'unité de la musique, Actes Sud, 2007 (OCLC 422110009)

### Éditeur
- The eighteenth-century diaspora of Italian music and musicians, coll. « Speculum musicae » (no 8), Brepols, 2001, xix-356 p.  (OCLC 775041701)
  - « Introduction ; Italian operisti north of the alps, c. 1700-c. 1750 »